# Abschnitt (Numismatik)

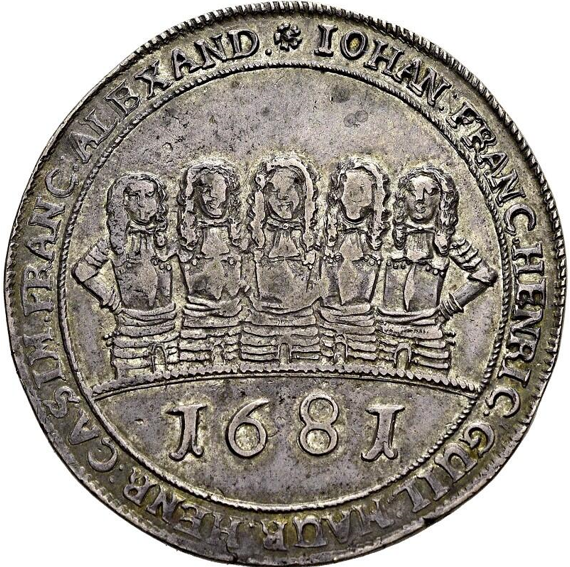
Badehosentaler, nassauischer Gesamttaler. Die Jahreszahl 1681 befindet sich im Abschnitt.

Der Abschnitt (englisch und französisch exergue, italienisch esergo) ist der untere durch eine Querlinie, Bodenlinie oder Leiste von der Darstellung deutlich abgegrenzte Teil der Münzfläche. Bei antiken Münzen befinden sich im Abschnitt oft der Name des Münzherrn, ein Beizeichen oder die Münzstätte bzw. der Prägeort. Bei neuzeitliche Münzen sind meist die Jahreszahl, das Münzmeisterzeichen oder der Münzbuchstabe sowie oder andere Angaben im Abschnitt vorhanden. In Münzbeschreibungen wird oft die Abkürzung „i. A.“ für „im Abschnitt“ verwendet.